# Alias IP
L'alias IP (o IP aliasing) consiste nell'attribuzione di più di un indirizzo IP ad un'interfaccia di rete.
Linux supporta tale funzionalità dal 1995. Anche Windows NT prevede tale funzionalità.